# All Apologies
„All Apologies“ je píseň americké grungeové skupiny Nirvana, jejímž autorem je Kurt Cobain. Vyšla na stejnojmenném singlu v prosinci roku 1993 k albu In Utero. Píseň rovněž zazněla na unpluggedu Nirvany na MTV. Koncert vyšel v roce 1994 na CD pod názvem MTV Unplugged in New York.